# KNSM-eiland
KNSM-eiland (en français : « Île de KNSM ») est un quartier de l'arrondissement Oost d'Amsterdam, aux Pays-Bas. Il fait partie du district de l'Oostelijk Havengebied (« Docklands de l'Est ») et se trouve sur une île artificielle, qu'il partage avec le quartier de Java-eiland. Le quartier est baptisé en l'honneur de la compagnie maritime Koninklijke Nederlandse Stoomboot-Maatschappij (KNSM) qui y est autrefois installée.

## Histoire

Vue des îles et quartiers de l'Oostelijk Havengebied. KNSM-eiland se trouve au nord-est.

À l'origine, l'île artificielle servait à protéger le Oostelijke Handelskade des vagues, tout comme Java-eiland. La KNSM s'y installe en 1903, occupant toute la longueur du Surinamekade et du Levantkade. En 1956, la compagnie fête son centenaire, mais connaît d'importantes difficultés à la suite de la décolonisation et de l'avènement des porte-conteneurs. Les activités portuaires se déplacent progressivement vers Westpoort et la KNSM quitte définitivement l'île en 1977. Dans les années 1980, de nombreux artistes, squatteurs et autres nomades s'installent dans le quartier, qui connaît un redéveloppement important avec la construction de logements dans les années 1990. Il est aujourd'hui un quartier principalement résidentiel, à l'image du quartier de Java-eiland voisin à l'ouest.